# JTBCニュースルーム
『JTBCニュースルーム』（ジェイ・ティー・ビー・シー・ニュースルーム、英語:JTBC NEWSROOM）は、韓国の総合編成テレビ局JTBCで毎日夜に放送されている報道番組。

## 概要
2014年9月22日に『JTBCニュース9』『JTBC週末ニュース』を改題。放送枠を20時台に移行し、放送時間を95分（月曜 - 木曜）、65分（金曜 - 日曜）に拡大した。
2010年代半ば以降、様々な放送局のニュースの信頼性・影響力の世論調査で、JTBCがKBSを抜いて1位を記録している。
アンカーにより視聴率は異なるが、SBSやMBCのメインニュースの平均視聴率を合わせても上回る視聴率を出している。総合編成テレビ局の報道番組の間では断然圧倒的な視聴率を誇るが、例えば、2016年12月6日のニュースはニールセンコリア有料放送加入世帯基準視聴率で10.04％を記録した。総合メインニュース番組が二桁の視聴率を記録したのは5年ぶりである。
朴槿恵政権当時、反政府的スタンスで進歩論調を見せて大きく呼応を受け、これは崔順実ゲート事件、朴槿恵韓国大統領弾劾訴追で絶頂を成し遂げたが、2019年文在寅政権でいわゆる曹国事態当時、曹国教授を積極的に擁護しなかったという理由で進歩陣営一角の批判を受けた。その後、ニュースルームの主要視聴層が多く離れた。ただし、その後も比較的進歩的なスタンスを維持している。
2021年6月5日に番組をリニューアルした。

## 番組構成

### 平日
- ニュースルームからの質問
- ハン・ミンヨンのリプレイ
- 汝矣島と瑞草洞
- 探査報道「トリガー」
- D:イシュー
- 密着カメラ
- ファクトチェック
- スポーツニュース
- 天気
- エンディングコメント

### 週末
- ニュースブリーフィング
- オープンマイク
- 足を運ぶニュース(土)
- 世界にこんな法律(日)
- 文化招待席
- 歩いてインタビューON
- クロスチェック
- マトリックス
- ワールドニュースW
- バックブリーフィング
- 天気
- エンディングコメント

## 出演者

### 現在
平日（2023.7.17 - ）
- ハン・ミンヨン
- チェ・ジェウォン

週末（2022.11.19 - ）
- カン・ジヨン

## 時報広告
- 現代自動車

## 議論を呼んだ報道
アメリカの大学に進学する全世界の学生が使用するSATとAPの教科書が、歴史上ほとんどの期間、朝鮮は中国の植民地だったと記述していることがJTBCニュースルームの取材で明らかになった。アメリカの主要な教科書出版社であるBarrons Educational Seriesが刊行しているSAT教科書は、700年代の唐の領土に新羅が含まれており、「朝鮮は、被保護国だった」と記述している。同じくBarrons Educational SeriesのAPの教科書は、明の領土が清川江まで広がり、清の領土には朝鮮半島全体が含まれている。プリンストン・レビューの教科書も「朝鮮は、唐の属国だった」と記述しており、東北アジア歴史財団のクォン・ウンジュ（朝鮮語: 권은주）研究員は、「伝統的な中国と朝鮮の関係は全くそうではありません。属国という用語は相応しくない」と批判している。また、プリンストン・レビューの教科書は、日本と日朝修好条規を結んだ1876年に朝鮮は中国から独立したとして、朝鮮は有史以来中国の属国であり、それがそのまま日本の植民地になったと記述しており、バンクの朴起台代表は、「これが放置されると、朝鮮の歴史は100年しかないということなり、韓流の国の歴史は古から中国と日本の植民地だったということになり、我々は文化国というイメージが断絶される」と批判しており、又石大学校のジョ・ボプジョン（朝鮮語: 조법종）も「中国は中華文明探源プロジェクトを進行しながら、中国の歴史の優越性を浮き彫りにして、朝鮮の属国化をしている」と批判している。JTBCニュースルームによると、百度が運営する百度百科では、安重根や金九や尹奉吉や尹東柱の民族が朝鮮族と表記されており、尹東柱は国籍も中国になっている。朝鮮族が中国籍を取得したのが1954年であることを勘案すれば、事実関係が間違っており、これらの独立活動家が満洲、上海、吉林省に居住して独立活動を行っていたためとみられるが、この場合、朝鮮の抗日運動が中国の抗日運動の歴史に編入されてしまう。また文在寅大統領も朝鮮族と表記されていたが、ネチズンの抗議に民族表記を削除し、国籍だけを韓国とだけ表記した。